# Morum veleroae
Morum veleroae is een slakkensoort uit de familie van de Harpidae. De wetenschappelijke naam van de soort is voor het eerst geldig gepubliceerd in 1968 door Emerson.